# Caucourt
Caucourt is een gemeente in het Franse departement Pas-de-Calais (regio Hauts-de-France) en telt 277 inwoners (1999). De plaats maakt deel uit van het arrondissement Béthune. Caucourt telde op 1 januari 2022 332 inwoners.

## Geografie
De oppervlakte van Caucourt bedroeg op 1 januari 2022 5,51 vierkante kilometer; de bevolkingsdichtheid was toen 60,3 inwoners per km².

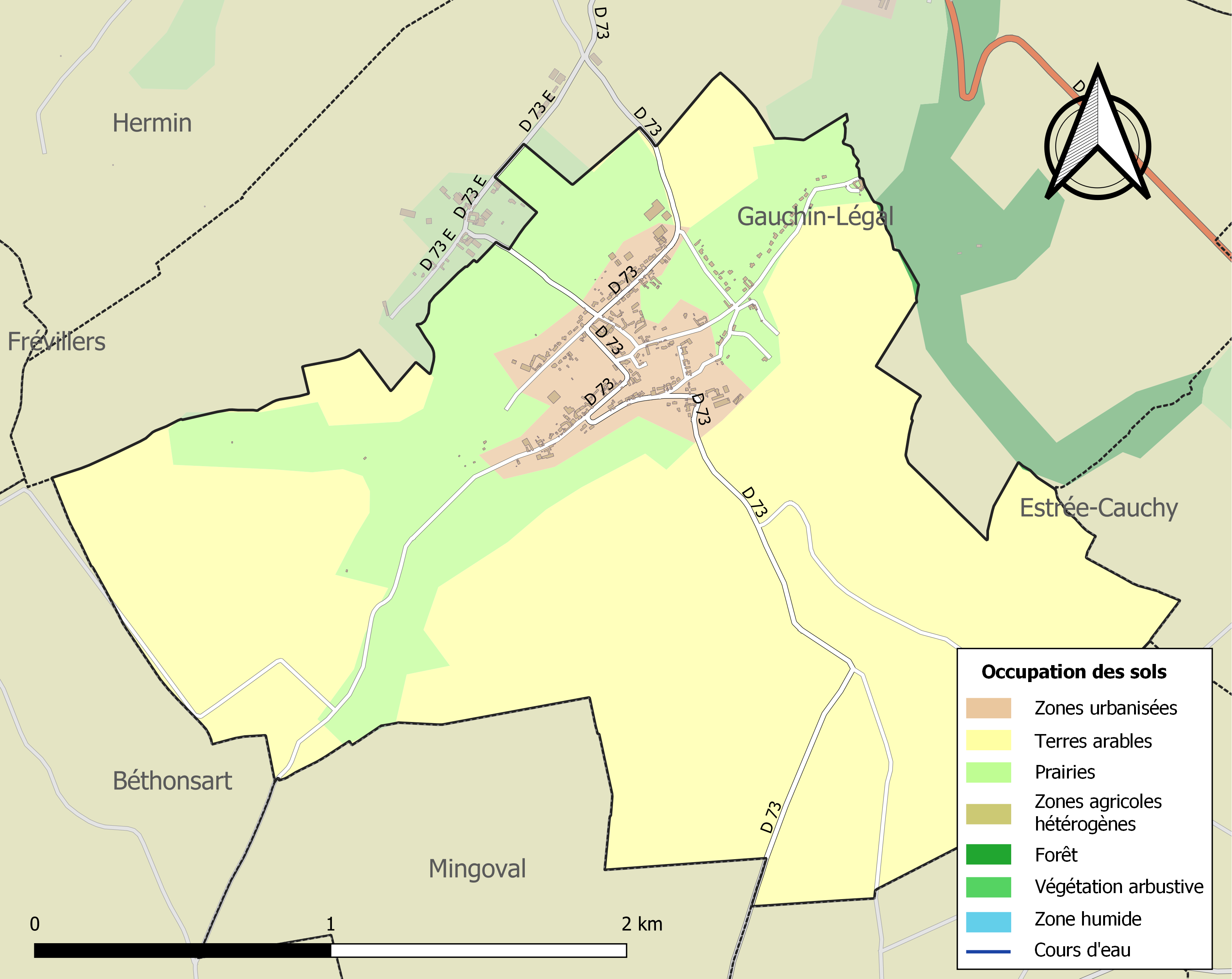
Kaart van de gemeente met belangrijkste infrastructuur, bodemgebruik en omliggende gemeenten

## Demografie
Onderstaande figuur toont het verloop van het inwonertal (bron: INSEE-tellingen).